# ウェイ湖
ウェイ湖 (Lake Way) はオーストラリアの西オーストラリア州中西部地域にある干上がった湖。ウィルナの南およそ15kmに位置する。
湖はゴールドフィールズ・ハイウェイ (Goldfields Highway) の一部であるレンスター・ウィルナ道路とほぼ平行にある。
水がたまるのは稀な洪水のときのみであり、そのようなことは1900年、1942年、1943年、2006年に、また1992年から2001年にかけては何度もおこっている。
ウェイ湖は西オーストラリア州でもっとも進んでいるウラン採掘プロジェクトのひとつであるセンティピード・レイクウェイプロジェクト (Centipede–Lake Way project) の場所である。